# Restituto del Valle
Restituto del Valle Ruiz (Carrión de los Condes, Palencia, 10 de julio de 1865 - El Escorial, Madrid, 17 de diciembre de 1930), poeta, biógrafo y religioso agustino español.
Estudioso de los clásicos, estaba próximo en ideales e inspiración a los románticos, aunque por carácter e ilustración se contuvo en las normas artísticas. Como crítico literario publicó numerosos artículos en la revista agustina La Ciudad de Dios. Su lírica es de tema religioso y cuida las imágenes y el ritmo; fue quizá el mejor poeta agustino del siglo XX. Escribió Mis canciones (Barcelona, 1908), El Viernes Santo (Madrid, 1893), Mirando al cielo (Barcelona, 1908). En Alma y Corazón (1929) recogió sus mejores poesías. Compuso la letra de numerosos himnos y cantos religiosos católicos, como el Himno a San Agustín, el Himno a la Virgen de Covadonga (1918), el Salve, Madre o el conocidísimo Himno de los Adoradores («Cantemos al Amor de los amores», 1911), que fue himno oficial del XXII Congreso Eucarístico Internacional celebrado en Madrid en 1911, muy famoso en España y América. Escribió además una semblanza de Raimundo Lulio (Palma, 1898) y unos Estudios literarios (Barcelona, 1908), en los que destaca su análisis y crítica de la poesía de Gustavo Adolfo Bécquer, aunque también dedica trabajos a Núñez de Arce y Campoamor. Como orador se le debe una Oración Fúnebre del excmo. sr. d. Antonio Cánovas del Castillo pronunciada en la Iglesia del Hospital, el 26 agosto de 1897, con motivo de los funerales Palma de Mallorca, Amengual y Muntaner, 1897. 